# Ko Johan
Ko Johan (hangul: 고요한, handzsa: 高요한, RR: Go Yo-han; Maszanszi, 1988. március 10. –) dél-koreai válogatott labdarúgó, jelenleg az FC Szöul (FC Seoul) játékosa.

## Pályafutása

### Klubcsapatban
2004 óta a Szöul felnőtt csapatának tagja. Több mint 200 tétmérkőzésen képviselte csapatát, amellyel számos kupát nyert.

### A válogatottban
A Japánban megrendezett 2017-es kelet-ázsiai labdarúgó-bajnokságon részt vevő győztes válogatottnak a tagja volt. 2018 májusában bekerült a 2018-as labdarúgó-világbajnokságra készülő bő keretbe. Június 2-án a végleges keretbe is bekerült.

## Sikerei, díjai

### Klub
- Szöul (Seoul)
  - Dél-koreai bajnok: 2010, 2012, 2016
  - Dél-koreai kupa: 2015
  - Dél-koreai ligakupa: 2006, 2010

### Válogatott
- Dél-Korea
  - Kelet-ázsiai labdarúgó-bajnokság: 2017

## Külső hivatkozások
- Ko Johan adatlapja a Transfermarkt oldalán (angolul)
- Ko Johan adatlapja a Soccerway oldalon (angolul)